# Christian Rasp
Christian Rasp (Ochsenfurt, 29 de septiembre de 1989) es un deportista alemán que compite en bobsleigh en la modalidad cuádruple.
Participó en dos Juegos Olímpicos de Invierno, obteniendo una medalla de plata en Pekín 2022, en la prueba cuádruple (junto con Johannes Lochner, Florian Bauer y Christopher Weber), y el octavo lugar en Pyeongchang 2018, en la misma prueba.
Ganó cuatro medallas en el Campeonato Mundial de Bobsleigh y Skeleton entre los años 2017 y 2021, y cuatro medallas de oro en el Campeonato Europeo de Bobsleigh entre los años 2017 y 2020.

## Palmarés internacional
| Juegos Olímpicos   | Juegos Olímpicos      | Juegos Olímpicos  | Juegos Olímpicos |
| Año                | Lugar                 | Medalla           | Prueba           |
| ------------------ | --------------------- | ----------------- | ---------------- |
| 2022               | Pekín (China)         | Medalla de plata  | Cuádruple        |
| Campeonato Mundial |                       |                   |                  |
| Año                | Lugar                 | Medalla           | Prueba           |
| 2017               | Königssee (Alemania)  | Medalla de oro    | Cuádruple        |
| 2017               | Königssee (Alemania)  | Medalla de oro    | Equipo           |
| 2020               | Altenberg (Alemania)  | Medalla de plata  | Cuádruple        |
| 2021               | Altenberg (Alemania)  | Medalla de bronce | Cuádruple        |
| Campeonato Europeo |                       |                   |                  |
| Año                | Lugar                 | Medalla           | Prueba           |
| 2017               | Winterberg (Alemania) | Medalla de oro    | Cuádruple        |
| 2018               | Igls (Austria)        | Medalla de oro    | Cuádruple        |
| 2019               | Königssee (Alemania)  | Medalla de oro    | Cuádruple        |
| 2020               | Winterberg (Alemania) | Medalla de oro    | Cuádruple        |